# Rezerwat przyrody Lubcza
Rezerwat przyrody Lubcza – rezerwat florystyczny na terenie Miechowsko-Działoszyckiego Obszaru Chronionego Krajobrazu, na północny wschód od miejscowości Lubcza, w gminie Wodzisław, w powiecie jędrzejowskim, w województwie świętokrzyskim.
- Powierzchnia: 6,96 ha (akt powołujący podawał 6,50 ha)
- Rok utworzenia: 1959
- Dokument powołujący: Zarządz. MLiPD z 5.05.1959; M.P. z 1959 r. nr 51, poz. 242
- Numer ewidencyjny WKP: 017
- Charakter rezerwatu: częściowy
- Przedmiot ochrony: stanowiska miłka wiosennego (Adonis vernalis), będącego reliktem roślinności stepowej

Rezerwat położony jest na południowym zboczu niewielkiego wzniesienia, zbudowanego z margli kredowych, przykrytych cienką warstwą lessu.
Liczba gatunków występujących tu roślin naczyniowych jest niewielka. Występują dwa typy fitocenoz – grąd typu Tilio-Carpinetum oraz okrajkowa postać murawy kserotermicznej z klasy Festuco-Brometea.